# Episodi di Chicago P.D. (prima stagione)
La prima stagione della serie televisiva Chicago P.D. è stata trasmessa per la prima volta sul canale statunitense NBC dall'8 gennaio al 21 maggio 2014.
In Italia la stagione è stata trasmessa in prima visione dall'8 ottobre 2014 al 7 gennaio 2015 su Premium Crime e in chiaro su Italia 1 dal 27 luglio 2015.
| nº | Titolo originale        | Titolo italiano      | Prima TV USA     | Prima TV Italia  |
| -- | ----------------------- | -------------------- | ---------------- | ---------------- |
| 1  | Stepping Stone          | Indagine mortale     | 8 gennaio 2014   | 8 ottobre 2014   |
| 2  | Wrong Side of the Bars  | Un caso difficile    | 15 gennaio 2014  | 15 ottobre 2014  |
| 3  | Chin Check              | Traffico di armi     | 22 gennaio 2014  | 22 ottobre 2014  |
| 4  | Now Is Always Temporary | Qui e adesso         | 29 gennaio 2014  | 29 ottobre 2014  |
| 5  | Thirty Balloons         | Viaggio fatale       | 5 febbraio 2014  | 5 novembre 2014  |
| 6  | Conventions             | New York Chicago     | 26 febbraio 2014 | 12 novembre 2014 |
| 7  | The Price We Pay        | Il prezzo dovuto     | 5 marzo 2014     | 19 novembre 2014 |
| 8  | Different Mistakes      | La triade            | 12 marzo 2014    | 26 novembre 2014 |
| 9  | A Material Witness      | Una testimone chiave | 19 marzo 2014    | 3 dicembre 2014  |
| 10 | At Least It's Justice   | Giustizia è fatta    | 2 aprile 2014    | 10 dicembre 2014 |
| 11 | Turn Off the Light      | Spegni la luce       | 9 aprile 2014    | 17 dicembre 2014 |
| 12 | 8:30 PM                 | A ogni costo         | 30 aprile 2014   | 24 dicembre 2014 |
| 13 | My Way                  | L'infiltrato         | 7 maggio 2014    | 31 dicembre 2014 |
| 14 | The Docks               | Caccia all'uomo      | 14 maggio 2014   | 31 dicembre 2014 |
| 15 | A Beautiful Friendship  | Amicizie             | 21 maggio 2014   | 7 gennaio 2015   |

## Indagine mortale
- Titolo originale: Stepping Stone
- Diretto da: Michael Slovis
- Scritto da: Matt Olmstead

### Trama
Dopo essere uscito di prigione il sergente Hank Voight viene messo a capo di un'unità di intelligence formata dai detective Alvin Olinsky, Antonio Dawson, Julia Willhite, Erin Lindsay, Jay Halstead e dal tecnico Sheldon Jin i quali devono indagare su uno spacciatore appartenente al cartello colombiano, Pulpo, il quale ha ucciso uno spacciatore rivale decapitandolo. Hank chiede a Alvin di assumere una recluta nelle loro unità dall'accademia di polizia; la scelta di Alvin ricade sul cadetto Adam Ruzek, figlio di un poliziotto. Purtroppo durante l'indagine Pulpo uccide Julia e cerca di scappare ma Alvin, Adam e Jay lo inseguono e quest'ultimo lo cattura. Ma i problemi non finiscono, infatti i sicari di Pulpo rapiscono il figlio di Antonio.
- Guest star: America Olivo (Laura Dawson), Arturo Del Puerto (Pulpo), David Eigenberg (Christopher Herrmann), Isaac White (D'Anthony), Monica Raymund (Gabriela Dawson), Robert Wisdom (Comandante Perry), Lauren German (Leslie Shay), Melissa Sagemiller (Julia Willhite), Yuri Sardarov (Brian "Otis" Zvonecek), Amy Morton (Sergente Platt), Kurt Naebig (Bruce Belden).
- Ascolti USA: telespettatori 8.590.000[2]

## Un caso difficile
- Titolo originale: Wrong Side of the Bars
- Diretto da: Joe Chappelle
- Scritto da: Michael Brandt & Derek Haas

### Trama
Il figlio di Antonio, Diego, è stato rapito dai sicari di Pulpo, i quali obbligano la polizia a rilasciare il loro capo. La squadra di Voight si mette a indagare per ritrovare il bambino, iniziando a individuare uno degli spacciatori di Pulpo, Ernesto. Una delle informatrici di Antonio lo aiuta a trovare Ernesto, il quale dopo essere stato arrestato non confessa. Antonio tenta di convincerlo a confessare ricordandogli che per moralità i bambini non si toccano ma l'uomo rifiuta ripetutamente di conseguenza Voight e Antonio iniziano a torturare Ernesto e alla fine il criminale rivela il nome del suo complice: Mateo. Il rapitore si trova su un autobus; Erin entra nel mezzo nel tentativo di salvare Diego e l'intelligence riesce a fare fermare l'autobus grazie alla collaborazione della conducente. Adam e Alvin, fingendosi due autisti di un autobus di emergenza, cercano di aiutare Erin. Grazie a un'azione improvvisata di Adam il piccolo Diego si mette in salvo, mentre Antonio uccide Mateo, riportando così suo figlio a casa. Si scopre infine che Voight lavora con gli Affari Interni e si incontra in segreto con l'agente Erica Gradishar, la quale rammenta all'uomo che il suo compito è di indagare sugli agenti immischiati in affari sporchi.
- Guest star: America Olivo (Laura Dawson), Arturo Del Puerto (Pulpo), Monica Raymund (Gabriela Dawson), Emily Peterson (Wendy) Amy Morton (Sergente Platt), Kurt Naebig (Bruce Belden), Heidi Johanningmeier (Jasmine), Robert Wisdom (Comandante Perry), Robin Weigert (Erica Gradishar), Andrew Saenz (Ernesto), Eddie Torres (Mateo), Melody Betts (Talia).
- Ascolti USA: telespettatori 5.500.000[3]

## Traffico di armi
- Titolo originale: Chin Check
- Diretto da: Sanford Bookstaver
- Scritto da: David Hoselton

### Trama
Durante una sparatoria Adam ferisce un criminale con un colpo di pistola. Voight e la sua squadra indagano su alcuni trafficanti di armi che usano un'industria farmaceutica per contrabbandare dei proiettili speciali, capaci di perforare i giubbotti antiproiettile, usati su alcune armi rubate all'esercito canadese. Voight cerca di tirare fuori un giovane ragazzo dal giro della criminalità: lui e Alvin catturano il capobanda (che fa delle pressioni al ragazzo per farlo rimanere nel giro) e lo minacciano, obbligandolo a lasciarlo in pace. Alvin, sotto copertura, arriva al covo dei trafficanti di armi; inizia così una sparatoria tra i criminali e l'intelligence. Il capo dei trafficanti era in procinto di uccidere Alvin, ma Adam lo salva; infine i criminali vengono arrestati. Adam, durante la sua festa di fidanzamento, confessa alla sua fidanzata Wendy che lavora all'intelligence, inoltre la informa che per la prima volta ha ucciso un uomo, infatti il criminale a cui aveva sparato all'inizio dell'episodio è morto nonostante i medici avessero cercato di salvarlo. Il figlio di Voight esce di prigione; ad attenderlo fuori c'è Erin, dato che il padre è occupato a salutare il ragazzino che ha aiutato, dandolo in affidamento a una sua parente.
- Guest star: America Olivo (Laura Dawson), Amy Morton (Sergente Platt), Isaac White (D'Anthony), Josh Segarra (Justin Voight), Robin Weigert (Erica Gradishar), Taylor Kinney (Kelly Severide), Billy Aaron Brown, Rena Sofer (Counselor), David Aron Damane (Maurice Owens), Emily Peterson (Wendy), Heidi Johanningmeier (Jasmine), Matthew Sherbach (Lonnie Rodiger), Dev Kennedy (Danny Corson), Don Forston (Phil), Emily Wolf (Hailey), Hanna Dworkin (Gail Corson), Heidi Kurzejka (Genevieve), Lesley Bevan (Clare Wilenko), Nicholas Harazin (Weiss), Paloma Nozicka (Vera), Phil Ridarelli (Bradley Milner), Richard Gallion (Trayzell), Taron Patton (Shona).
- Ascolti USA: telespettatori 6.240.000[4]

## Qui e adesso
- Titolo originale: Now Is Always Temporary
- Diretto da: Mark Tinker
- Scritto da: Denitria Harris-Lawrence

### Trama
Un uomo, Dean Masters, prende una ragazza in ostaggio, ma alla fine si uccide, non prima di dare un'informazione all'intelligence su una transazione d'affari illegale. La ragazza presa in ostaggio riferisce a Erin un nome, Nadia, una giovane prostituta minorenne con problemi di droga che potrebbe avere informazioni sul caso. La figlia di Alvin, Lexie, viene sospesa per possesso di droghe, ma lei le teneva solo per il suo ragazzo. Alvin, Antonio, Jay e Adam trovano un laboratorio di banconote false nella casa di Masters, quindi comprendono che la cosa riguarda il traffico di banconote contraffate, e che Masters era un artista abile nel produrre banconote false. Nadia racconta a Erin che Masters era stato minacciato da un uomo con un furgone sul cui retro era dipinto un ichthys. Rintracciando il furgone trovano i criminali, ma non trovano materiale compromettente. Alvin minaccia il ragazzo di Lexie intimandolo di lasciare in pace la figlia. Gli agenti di pattuglia Kim Burgess e Kevin Atwater devono fare uscire una donna da casa sua perché non ha più il diritto di occuparla, ma scoprono che la donna teneva imprigionato suo figlio in cantina, salvandolo. I criminali catturati danno informazioni all'intelligence, infine facendo alcune ricerche trovano il covo del capobanda. I rapporti tra Voight e suo figlio sono sempre più tesi, infatti lui vuole entrare in un giro di riciclaggio di cellulari usati, ma Voight non è d'accordo. L'intelligence trova il centro di contraffazione e dopo un conflitto a fuoco il capobanda viene arrestato. Erin decide di aiutare Nadia a disintossicarsi, portandola in una clinica.
- Guest star: Amy Morton (Sergente Platt), Josh Segarra (Justin Voight), Stella Maeve (Nadia), Alina Taber (Lexi Olinsky), Steve O'Connell (Dean Masters).
- Ascolti USA: telespettatori 6.890.000[5]

## Viaggio fatale
- Titolo originale: Thirty Balloons
- Diretto da: Karen Gaviola
- Scritto da: Craig Gore & Tim Walsh

### Trama
Kim e Kevin trovano una ragazza sanguinante; quest'ultima aggredisce Kevin e dunque Kim le fa perdere i sensi con il suo taser. La ragazza viene ricoverata in ospedale dove viene scoperto che sta trasportando all'interno del suo corpo numerosi palloncini pieni di cocaina, infatti collaborava con alcuni spacciatori che per aggirare i controlli doganali hanno usato lei e altre tre ragazze per trasportare droga. La ragazza si salva, ma Voight e l'unità di Intelligence si mettono sulle tracce delle altre tre ragazze perché sono in pericolo di vita, dato che i palloncini di droga potrebbero rilasciare la cocaina nel loro corpo uccidendole. L'agente Gradishar vuole che Voight permetta agli Affari Interni di arrestare qualche criminale di alto rango come Maurice Owens, un capobanda con il quale lui traffica, facendogli tenere presente che possono sbattere Voight dietro le sbarre quando vogliono. Una delle tre ragazze purtroppo muore, quindi l'Intelligence si prodiga a cercare le altre due rimanenti; intanto Adam e Alvin sono in postazione dove si presume che gli spacciatori porteranno le ragazze. Voight e Erin sono preoccupati perché Justin frequenta un criminale pericoloso, Joseph Catalano. Durante l'appostamento Adam e Alvin iniziano a litigare, soprattutto per via del fatto che Adam non riesce a tenere la sua vita privata separata dal lavoro, tanto che quando cerca di telefonare a Wandy Alvin prende il suo cellulare buttandolo via. Sul luogo arrivano gli spacciatori con le due ragazze; Alvin suggerisce di aspettare i rinforzi, ma Adam decide di intervenire ritenendo che le ragazze non possono aspettare ancora per via della droga che portano nel loro organismo. Alla fine i due poliziotti (con l'aiuto di Kim e Kevin) arrestano i criminali salvando le ragazze. Infine Adam decide di andare nel garage di Alvin per scusarsi con lui per il loro litigio, ma le cose tra i due peggiorano, infatti Alvin afferma che Adam ha un grande potenziale, ma è troppo impulsivo e dunque forse non è idoneo a lavorare nell'Intelligence.
- Guest star: Amy Morton (Sergente Platt), Josh Segarra (Justin Voight), Robin Weigert (Erica Gradishar), Joe Reegan (Joseph Catalano), David Aron Damane (Maurice Owens), Emily Peterson (Wendy), Ashleigh Lathrop, Celeste Cooper (Medico), Chris Redd (Carl), Danica Monroe (Kathy Morris), Danielle Rizzo (Sarah Hines), Dennis Grimes (McPherson), Eric Lynch (Agente), Hannah Toriumi (Amber Morris), John Kishline (Gavin Collins), Karin Anglin (Dr. Parker), Krenee A. Tolson (Shelly Bates "Thera"), Rich Komenich (Store Owner), Tom Lowell (Lavoratore).
- Ascolti USA: telespettatori 6.000.000[6]

## New York Chicago
- Titolo originale: Conventions
- Diretto da: Alik Sakharov
- Scritto da: Maisha Closson

### Trama
I detective Odafin Tutuola e Amanda Rollins, del dipartimento di polizia di New York, giungono a Chicago per collaborare con Voight e l'intelligence al fine di individuare e arrestare un serial killer. Adam e Alvin collaborano insieme nonostante i loro asti, intanto Erin fa visita a una ragazza che è stata aggredita dal killer riuscendo a salvarsi ed ella rivela di averlo colpito all'occhio. I primi sospetti ricadono su Jeffrey Baker, il quale viene arrestato per poi essere rilasciato per insufficienza di prove. Kim decide di aiutarli facendo ricerche aiutando l'intelligence, scoprendo un po' cose su Jeffrey; tutti arrivano alla conclusione che non è lui il killer, ma che lavora sotto le sue direttive. La squadra cattura Jeffrey, dopodiché Voight lo tortura come suo solito, minacciandolo con un coltello, arrivando quasi a tagliare l'orecchio di Baker, il quale confessa che il killer si chiama Neil Vance. L'intelligence lo cerca nel parco; Adam riesce a riconoscerlo per via del livido all'occhio. Neil inizia ad agitarsi e prende una ragazza in ostaggio; Adam lo invita a calmarsi cercando di tergiversare, infine Alvin lo uccide sparandogli alla testa con un fucile di precisione. Tutto si risolve per il meglio; Alvin, Odafin, Kim, Amanda e Adam vanno al bar per festeggiare e alla fine Alvin si congratula con Adam per il suo ottimo lavoro. L'episodio si conclude con Justin che bussa alla porta di Erin; il ragazzo preso dal panico confessa all'amica di essere nei guai.
- Questo episodio conclude un crossover con Law & Order - Unità vittime speciali, che inizia nell'episodio "Spettacoli indecenti".
- Guest star: Ice-T (Odafin "Fin" Tutuola), Kelli Giddish (Amanda Rollins), Amy Morton (Sergente Platt), David Eigenberg (Christopher Herrmann), Josh Segarra (Justin Voight), Robert Wisdom (Comandante Perry), GQ (D.O. Mitchel), Agneeta Thacker (Vanessa Yeats), Brandon Dahlquist (Jeffrey Baker), Cliff Chamberlain (Neil Vance), Katie Flahive (Stephanie).
- Citazioni: "Questa è la conferma. Nemmeno i poliziotti di Chicago sanno fare un buon caffè!" (Detective Rollins).
- Ascolti USA: telespettatori 8.000.000[7]

## Il prezzo dovuto
- Titolo originale: The Price We Pay
- Diretto da: Mark Tinker
- Scritto da: Michael Brandt & Derek Haas

### Trama
Erin chiede a Justin cosa gli è successo: il ragazzo afferma di avere preso parte a una rissa, ma la donna non gli crede, sicura che nasconda qualcosa. Burgess e Atwater, in seguito a una chiamata al dipartimento, trovano un cadavere. La vittima si chiama Frank, ed era famoso per avere venduto spesso alla polizia diverse informazioni sui mafiosi. Voight capisce che il colpevole è Joe Catalano e quindi decide di arrestarlo, ma lui confessa che suo figlio Justin è coinvolto, dato che lo ha aiutato a nascondere il corpo. Quando Justin era in prigione era Joe che lo proteggeva, quindi Voight è in debito con lui; inoltre se Joe finisce in prigione trascinerà Justin a fondo con lui. Gradishar cerca di convincere Antonio a passare dalla sua parte raccontandogli la verità, cioè che sono stati gli Affari Interni a fare uscire Voight di prigione, e che lo hanno messo a capo dell'intelligence proprio con la speranza di fare arrestare i criminali con il quale lui trafficava, ma loro non vogliono solo questo, infatti mirano anche a fare arrestare definitivamente Voight con l'accusa di corruzione. Antonio è incerto se accettare, anche se Gradishar gli propone di diventare il nuovo capo dell'intelligence. Il sergente Platt, per dispetto, fa alcune brutte foto a Burgess e Atwater per i loro nuovi tesserini, quindi Adam aiuta i due agenti minacciando di fare vedere delle brutte foto di Platt quando era più giovane, quindi la donna, messa alle corde, decide di fare foto migliori ai due agenti. Per evitare che suo figlio finisca nei guai Voight fa deragliare l'indagine, facendo in modo che Joe la passi liscia. Antonio alla fine decide di aiutarlo, restandogli fedele, e infine Voight, pur volendo bene a Justin, capisce di non avere i mezzi per aiutarlo, quindi obbliga il figlio ad arruolarsi nell'esercito. Joe Catalano viene ritrovato morto; non è chiaro se a ucciderlo siano stati i nemici della sua banda o Voight. Antonio informa Gradishar che non aiuterà la donna nei suoi piani, soprattutto perché la odia, infatti qualche tempo prima la donna fece ingiustamente sbattere fuori un suo amico dal dipartimento di polizia accusandolo ingiustamente di corruzione, pur sapendo che era innocente, spingendolo al suicidio solo per fare carriera.
- Guest star: America Olivo (Laura Dawson), Amy Morton (Sergente Platt), Joe Reegan (Joseph Catalano), Josh Segarra (Justin Voight), Robin Weigert (Erica Gradishar), Emily Peterson (Wendy), Zach Garcia (Diego Dawson), Jeff Rogers (Agente in Uniforme), Jim Deselm (Jogger), Mark Vallarta (Alessio Colo), Steve Herson (Leonard), Thomas Murray (Foreman).
- Ascolti USA: telespettatori 6.050.000[8]

## La triade
- Titolo originale: Different Mistakes
- Diretto da: Fred Berner
- Scritto da: Brayan García

### Trama
Gradishar viene trasferita in un altro dipartimento; l'agente Stillwell prende il suo posto come sorvegliante di Voight e inizia a fargli pressione per arrestare Maurice Owens. Erin cerca ancora di aiutare Nadia, la quale vuole disintossicarsi e rigare dritto. Intanto in una bisca della Triade, la mafia cinese, c'è stato un omicidio di massa, dunque l'intelligence prende in mano il caso. Alvin decide di trasferire Adam per un giorno al servizio di pattuglia, ritenendo che gli farebbe bene, quindi il ragazzo affianca Kim; il partner di quest'ultima, Atwater, ottiene la possibilità di lavorare all'intelligence. Voight e il resto della squadra sospettano che dietro al crimine ci siano gli agenti della buon costume che lavorano sotto copertura nel quartiere cinese, pensando che siano diventati poliziotti corrotti, ma alla fine capiscono che sono innocenti. Adam e Kim, dopo avere ricevuto una segnalazione, entrano in una casa e vengono aggrediti da un uomo armato di coltello, ma i due poliziotti lo fermano e infine lo ammanettano. Stillwell fa entrare nell'intelligence la detective Mia Sumner anche se Voight è contrario. Voight e la sua squadra, con l'aiuto della buon costume, arrestano i veri colpevoli. A fine episodio Voight incontra Maurice per ricevere la tangente, ma Stillwell e gli Affari Interni, all'insaputa di Voight, intervengono e arrestano Maurice e lo stesso sergente.
- Guest star: Amy Morton (Sergente Platt), Ian Bohen (Edwin Stillwell), Robin Weigert (Erica Gradishar), Stella Maeve (Nadia), Sydney Tamiia Poitier (Mia Sumner), Mark Dacascos (Shi), David Aron Damane (Maurice Owens), Matthew Sherbach (Lonnie Rodiger), Bill Larkin (Vicino), La'mar Hawkins (Rick Guiterrez), Ron Nakahara (De Zheng), Tim Chiou (Rick Fong), Tommy Beardmore (Darren Maloney), Zoe Ishmael (Vinessa).
- Ascolti USA: telespettatori 5.840.000[9]

## Una testimone chiave
- Titolo originale: A Material Witness
- Diretto da: Sanford Bookstaver
- Scritto da: Michael Batistick

### Trama
Edwin si congratula con Voight per il suo contributo all'arresto di Maurice, anche se il sergente avrebbe preferito arrestare il criminale prendendosi più tempo, per farlo in maniera tale da non attirare l'attenzione. L'amico di Lexi, la figlia di Alvin, viene ucciso e Lexi ha visto in faccia l'assassino, Calaca, un teppista che lavora in una gang latina. Il dipartimento di polizia vuole che Lexi testimoni, ma Alvin non vuole perché è consapevole che le persone che testimoniano contro le gang vengono prese sempre di mira, quindi l'intelligence decide di trovare Calaca e di arrestarlo, per evitare che Lexi si esponga in prima persona. Jay sorveglia un uomo accusato di pedofilia, Lonnie Rodiger, sicuro che cercherà di fare del male a un altro bambino. Per trovare Calaca il team di Voight segue le tracce dei furti di cellulari, che la banda ricicla. Voight non si fida di Sumner, dato che è stato Edwin a farla entrare nella squadra, ma lei giura che non lavora con gli Affari Interni. Adam e Kim trovano uno dei ladri di cellulari, che li rivende alla banda, poi rintracciano il loro covo e arrestano Calaca. Voight cerca di minacciare Calaca con la violenza fisica sperando che confessi sull'omicidio, ma non funziona, quindi non avendo altre opzioni, Alvin lascia che Lexi testimoni contro Calaca in quanto la ragazza aveva deciso di farlo fin dall'inizio sentendo che è un suo dovere. Quando Calaca minaccia indirettamente Lexi, Voight lo minaccia affermando che in carcere ci sono molte persone che gli devono un favore quindi lo avverte che se a Lexi venisse fatto del male finirebbe ucciso dai detenuti dopodiché dopo averlo fatto sbattere contro la macchina lo fa portare in prigione. Edwin informa Voight che Lonnie Rodiger è stato ritrovato morto.
- Guest star: Alina Taber (Lexi Olinsky), Amy Morton (Sergente Platt), Ian Bohen (Edwin Stillwell), Robert Wisdom (Comandante Perry), Sydney Tamiia Poitier (Mia Sumner), Melissa Carlson (Meredith Olinsky), Timothee Baltz (Agente Peterson), Matthew Sherbach (Lonnie Rodiger), Don Forston (Phil) Joey Auzenne (Calaca).
- Ascolti USA: telespettatori 5.740.000[10]

## Giustizia è fatta
- Titolo originale: At Least It's Justice
- Diretto da: Michael Slovis
- Scritto da: Craig Gore & Tim Walsh

### Trama
L'intelligence si vede costretto a sospendere Jay, il quale è il primo a essere sospettato per l'omicidio di Lonnie. Voight e la sua squadra indagano sull'omicidio di un medico legale; in assenza di Jay Voight decide di dare più spazio a Sumner. L'intelligence trova l'assassino, Tony Johnston, ma è stato ucciso, sciolto nell'acido, quindi i poliziotti chiedono aiuto all'avvocato della vittima, la quale indirizza gli agenti al criminale Jacob Sims. Voight e la sua squadra arrestano e catturano Sims, ma scoprono molte cose: gli omicidi erano stati orchestrati dall'avvocato di Tony, che voleva uccidere il medico perché troppe volte le aveva fatto perdere le cause in tribunale. Per evitare che risalissero a lei aveva fatto uccidere Tony da Sims, con il quale aveva una relazione; Voight passa il caso al procuratore. Antonio passa a Jay il fascicolo sull'omicidio di Lonnie, infine Jay, osservando le prove, scopre che l'assassino di Lonnie è suo padre, che lo ha ucciso non riuscendo più a convivere con il fatto che il figlio fosse un pedofilo nonostante Jay lo avesse avvertito più volte che il figlio fosse un mostro. Voight disgustato dal comportamento dell'uomo che ha fatto finire nei guai Jay e per aver protetto per anni il figlio pedofilo mentendo ripetutamente alla polizia invece di accettare la verità che il figlio era un pedofilo e quindi che pagasse per il male che aveva fatto a molti altri bambini. Voight non volendo sentire patetiche giustificazioni quando l'uomo si limita a dire che il figlio era malato lo fa portare via. L'uomo viene arrestato e cadono le accuse su Jay, il quale viene reintegrato. Kim comprende di iniziare a provare sentimenti per Adam tanto da baciarlo, cosa che crea disagio visto che è fidanzato con Wendy. A fine episodio Erin riceve una visita da Severide; i due si scambiano un romantico bacio.
- Guest star: Amy Morton (Sergente Platt), Ian Bohen (Edwin Stillwell), Robert Wisdom (Comandante Perry), Sydney Tamiia Poitier (Mia Sumner), Taylor Kinney (Kelly Severide), Jeff Hephner (Jeff Clarke), Don Forston (Phil).
- Ascolti USA: telespettatori 5.750.000[11]

## Spegni la luce
- Titolo originale: Turn Off the Light
- Diretto da: Nick Gomez
- Scritto da: David Hoselton

### Trama
Alcuni malviventi rapinano una banca rubando otto milioni di dollari, quindi Voight e l'intelligence prendono in mano il caso. I primi sospetti ricadono su uno dei dipendenti della banca, Lukas Perko, sicuri del fatto che lavorava con in combutta con i ladri. Alvin e Adam iniziano a pedinarlo, ma uno dei criminali, Gustav Munoz, butta benzina sull'uomo dandogli fuoco. Adam prova a seguire Munoz, ma purtroppo il criminale scappa. Le cose tra Adam e Kim sono sempre più tese dopo il loro bacio; il sergente Platt chiede ad Adam di fingere di essere il suo fidanzato durante una cena con il padre, così che lui le dia un po' di soldi. Erin incontra nuovamente Nadia, la quale è pulita da trenta giorni. Per trovare il covo dei malviventi Kim decide di fingersi una prostituta, sperando di essere adescata da uno di loro per trovare il covo e Nadia decide di aiutarla. Come previsto Nadia e Kim vengono adescate dai membri della banda, che portano le due ragazze nel loro covo; Voight e la sua squadra fanno irruzione e arrestano il capobanda. Munoz cerca di scappare, così Adam e Jay provano a fermarlo, ma il criminale ha la meglio su di loro e quindi riesce a fuggire. Voight obbliga il capobanda a dirgli dove hanno nascosto i soldi, arrivando anche a mettere la sua mano nel tritarifiuti; alla fine l'uomo confessa e dunque Voight e la sua squadra trovano il deposito dove avevano nascosto i soldi. Adam e Platt vanno a cena con il padre di quest'ultima come coppia, riuscendo nell'impresa, infine il padre di Platt consegna alla figlia i soldi di cui ha bisogno. Il comandante Perry spinge Voight a trovare Munoz il prima possibile informandolo che dovranno collaborare con l'unità Crimini Violenti. Inoltre per rintracciare Munoz dovranno collaborare, loro malgrado, con una vecchia conoscenza: Pulpo.
- Guest star: Amy Morton (Sergente Trudy Platt), Sydney Tamiia Poitier (Mia Sumner), Robert Wisdom (Ron Perry), Stella Maeve (Nadia), Ian Bohen (Edwin Stillwell), Gabriel Ellis (Gustav Munoz), Ian Paul Custer (Dominik Perko), Duke Faeger (Lukas Perko)
- Ascolti USA: telespettatori 6.490.000[12]

## A ogni costo
- Titolo originale: 8:30 PM
- Diretto da: Mark Tinker
- Scritto da: Dick Wolf & Matt Olmstead (soggetto) Michael Brandt & Derek Haas (sceneggiatura)

### Trama
Dopo il finale dell'episodio 2x20 di Chicago Fire Voight e il suo team indagano su un criminale che ha messo alcune bombe, mietendo delle vittime; la nipote di Kim rischia di morire, quindi viene ricoverata. Anche l'FBI indaga sul caso, ma Voight è molto chiaro nel dire ai federali che il caso è di competenza dell'intelligence. Voight e la sua squadra scoprono che l'artefice delle esplosioni è Ted Powell, il quale vuole vendicarsi del dipartimento di polizia e dei vigili del fuoco per via di alcuni risentimenti personali. I medici salvano la nipote di Kim; intanto Voight e l'intelligence trovano Ted nonostante l'uomo avesse cercato di nascondere le sue tracce uccidendo i suoi collaboratori. Gli artificieri disinnescano l'ultima bomba che il criminale voleva piazzare e Voight gli spara ferendolo, infine Ted viene arrestato. A fine episodio Severide e Linsday finiscono a letto insieme.
Questo episodio conclude un crossover con Chicago Fire, che inizia nell'episodio "Un giorno disperato".
- Guest star: Jesse Spencer (Matthew Casey), Taylor Kinney (Kelly Severide), Joe Minoso (Joe Cruz) Charlie Barnett (Peter Mills), Lauren German (Leslie Shay), Eamonn Walker (Wallace Boden), Sydney Tamiia Poitier (Mia Sumner), Amanda Righetti (Dr. Holly Thelan), Dylan Baker (Dr. Arrata), Jay Karnes (Agente William Graff), Matt Schwader (Ted Powell)
- Ascolti USA: telespettatori 7.280.000[13]

## L'infiltrato
- Titolo originale: My Way
- Diretto da: Karen Gaviola
- Scritto da: Matt Olmstead & Michael Batistick

### Trama
Munoz è ancora a piede libero, continuando a uccidere gente, quindi l'intelligence collabora con il tenente Belden della Crimini Violenti, il quale ha fatto un accordo con Pulpo, dato che Munoz lavorava per lui, al fine di rintracciarlo. L'unità di Voight è riluttante all'idea visto che Pulpo si è macchiato dell'omicidio di Julia, oltre al fatto che rapì Diego. Pulpo suggerisce loro una pista che si rivela falsa poiché conduce soltanto ai suoi rivali che Voight e la squadra arresta ma rimanendo senza il loro principale obbiettivo, Pulpo infatti si diverte a prenderli in giro anche per potersi godere ulteriori benefici in prigione. Furibondo Voight ordina a Belden di uscire fuori minacciando di farlo a pezzi e allo stesso tempo stanco delle menzogne di Pulpo decide di pestarlo per farlo parlare e fargli dire la verità tuttavia il comandante Perry giunge sul posto e frena Voight prima che possa malmenare Belden e fare a polpette Pulpo. Voight spiega a Perry che visto la situazione poiché Pulpo non ha fatto altro che prenderli in giro di lasciarlo fare a modo suo per farlo parlare ma Perry purtroppo pur essendo in parte d'accordo non può lasciarlo fare seppur comprenda la situazione. Adam si chiarisce con Kim, dicendole che non vuole rovinare le cose con Wendy e che loro due sono solo buoni amici e, nonostante cerchi di non darlo a vedere, Kim ci rimane male. Jay e Lindsay scoprono che Pulpo ha un'amante, Lina, dalla quale ha avuto un figlio, quindi Voight minaccia l'uomo di fare sbattere la madre del piccolo in prigione e quindi il bambino finirebbe in affidamento. Pulpo quindi decide di collaborare; intanto viene rivelato che Mia ha veramente un collegamento con Stillwell, ma non è la sua talpa come Voight erroneamente credeva, ma la sua amante. Stillwell vuole lasciare la moglie per stare con Mia, ma conscio che il divorzio gli costerebbe troppo denaro decide di convincere Voight a passargli un quarto dei suoi guadagni illeciti, con la promessa che allenterà la corda con lui. Wendy decide di lasciare Adam ritenendo che lui è cambiato da quando è uscito dall'accademia, quindi gli restituisce l'anello di fidanzamento. Nonostante ci rimanga male Adam decide di andare da Kim, ma Kevin lo ferma facendogli capire che con il suo comportamento Adam non fa altro che peggiorare le cose, intimandogli di lasciare in pace la ragazza per il momento; Adam capisce che Kevin ha ragione. Pulpo, a patto di potere vedere Lina e suo figlio, rivela all'intelligence la posizione di Munoz, il quale vuole uccidere un altro bersaglio per diventare il nuovo capo del cartello della droga. Alla fine Jay uccide il criminale con un fucile di precisione. Lindsay riceve la sgradita visita di Charlie Pugliese, una sua vecchia conoscenza, e questo mette in allarme sia Lindsay che Voight. Alla fine si scopre che l'infiltrato che lavora segretamente con Stillwell, passandogli informazione su Voight e la sua squadra, è Jin. Come promesso Pulpo ha l'occasione di stare per un po' con Lina e il loro bambino sotto la sorveglianza di Belden e Antonio. Voight e gli altri sentono alcuni spari e scoprono uno scenario orribile: Belden è morto e Antonio è gravemente ferito, mentre Pulpo è scappato. Infatti Lina ha dato a Pulpo una pistola di nascosto e il criminale l'ha successivamente usata per sparare a Belden e ad Antonio e uccidere le guardie per scappare con l'amante e il figlio mentre Voight scioccato chiama aiuto per salvare Antonio.
- Guest star: Robert Wisdom (Ron Perry), Sydney Tamiia Poitier (Mia Sumners), Ian Bohen (Edwin Stillwell), Kurt Naebig (Lt. Bruce Belden), Emily Peterson (Wendy), Amy Morton (Sergente Platt), Arturo del Puerto (Pulpo), Billy Wirth (Charlie Pugliese), Gabriel Ellis (Gustav Munoz), Lisandra Tena (Lina Ochoa)
- Ascolti USA: telespettatori 5.390.000[14]

## Caccia all'uomo
- Titolo originale: The Docks
- Diretto da: Nick Gomez
- Scritto da: Craig Gore & Tim Walsh

### Trama
Antonio è ricoverato in ospedale, quindi l'intelligence si mette sulle tracce di Pulpo, ma Voight chiarisce subito un punto: quando troveranno Pulpo dovranno consegnarlo a lui e Alvin, facendo capire loro che i due hanno intenzione di freddarlo. Jay non è d'accordo, ma si vede costretto a stare al gioco. Adam decide di costringere l'avvocato di Pulpo a fare una telefonata minatoria per fargli credere che è in pericolo; il piano funziona e dunque l'avvocato indica loro una pista: un professionista che si occupa di documenti falsi. Jay e Alvin lo trovano e ottengono alcune informazioni, ma tutto si rivela vano, infatti riescono a trovare soltanto Lina e suo figlio, che Pulpo aveva usato come capro espiatorio per guadagnare tempo. Lina viene arrestata, mentre suo figlio viene dato in affidamento. Voight continua a sospettare che Mia sia l'infiltrata di Stillwell, quindi chiede a Jin di tenerla d'occhio, inconsapevole che è lui la talpa, infatti Jin fa vedere al capo i tabulati telefonici di Mia, che la collegano a Stillwell, per fare credere a Voight che sia veramente lei l'infiltrata. Voight la caccia dalla squadra trasferendola alla narcotici; prima di andarsene comunque consegna alla squadra i fascicoli che collegano Pulpo ad alcuni criminali russi. La squadra cattura i criminali e Voight chiede aiuto a Otis per comunicare con i malviventi parlando la loro lingua, Voight offre al boss russo un patto se gli consegna Pulpo affibbierà le accuse a un a un suo compare e il boss verrà lasciato libero. Seppur sorpreso da tale proposta il boss domanda a Voight se faccia sul serio e il poliziotto gli conferma di sì poiché mantiene sempre le sue promesse. Il boss si convince e gli dice tutto e la squadra scopre così che Pulpo vuole lasciare il Paese all'interno di un container. L'intelligence lo trova e come previsto Alvin e Voight lo portano in un posto segreto per fare giustizia a modo loro. Antonio è fuori pericolo, Jay va a trovarlo e con poche parole gli fa capire che Voight e Alvin uccideranno Pulpo, ma Antonio, pur ritenendo che Pulpo meriti una lezione, convince Jay a fermarli suggerendo di andare al molo, dato che qualche tempo prima Voight e Alvin giustiziarono lì un criminale che uccise il partner di quest'ultimo. Jay raggiunge i due, i quali hanno incatenato Pulpo per poi gettarlo in acqua. Il giovane detective li convince che la cosa giusta sia lasciarlo vivo e sbatterlo in prigione; Alvin alla fine si vede costretto a dargli ragione, quindi Voight si arrende e lo porta al dipartimento. Con Mia fuori dalla squadra Voight decide di dare il suo posto a Kevin. Voight va al bar e viene raggiunto da Jay, i due hanno una conversazione in cui Voight ammette che è consapevole che i suoi metodi a volte sono sbagliati, ma che si impegna sempre al massimo per proteggere la città, ma capisce anche che Jay crede in valori diversi dai suoi e li rispetta. Alvin parla con la sua ex moglie, Meredith, dicendole che è consapevole che è stata colpa sua se hanno divorziato, perché dopo la morte del suo collega si è allontanato da lei, ma le dice pure che vuole rimediare ai suoi errori.
- Guest star: Amy Morton (Trudy Platt) Sydney Tamiia Poitier (Mia Sumner), Ian Bohen (Edwin Stillwell), Yuri Sardarov (Brian "Otis" Zvonecek) America Olivo (Laura Dawson), Zach Garcia (Diego Dawson), Ava Dawson (Maya Moravec), Melissa Carlson (Meredith Olinsky), Arturo Del Puerto (Pulpo), Billy Wirth (Charlie Pugliese), Lisandra Tena (Lina Ochoa), Angela Ingersoll (Annie), Ian Plant (Travis)
- Ascolti USA: telespettatori 6.060.000[15]

## Amicizie
- Titolo originale: A Beautiful Friendship
- Diretto da: Nick Gomez
- Scritto da: Craig Gore & Tim Walsh

### Trama
Una certa quantità di materiale esplosivo è stato rubato, quindi l'intelligence prende in mano il caso. Attraverso un contatto di Jay si scopre che Charlie Pugliese è immischiato nella cosa. Erin decide di andarci con i piedi di piombo con lui, dato che è a conoscenza del passato sporco della ragazza in quanto l'uomo sa che una vecchia amica di Erin aveva ucciso il suo compagno violento e ne aveva nascosto il corpo con il suo aiuto e quello di Charlie e minaccia di rivelare l'accaduto se Erin non gli fornirà delle piante del municipio per effettuare una rapina in una gioielleria. Voight scopre che Jin tradisce la squadra passando informazioni a Stillwell, dato che l'agente degli Affari Interni ha minacciato il tecnico di chiamare l'Ufficio Immigrazione per suo padre, il quale ha alcuni problemi con il gioco d'azzardo. Erin racconta cosa Charlie ha in mente a Voight e si scopre che anni prima quando Erin viveva per strada Charlie si era occupato di Erin e l'uomo in cambio di cibo per lei e le sue amiche che erano con lui costringeva lei e loro a fare cose illegali. Voight l'aveva arrestato e aveva minacciato di ucciderlo per aver sfruttato Erin e le sue amiche ma Erin allora lo pregò di non uccidere l'uomo perché si sentiva emotivamente legata a lui. Voight si convinse e lo risparmiò a patto che non tornasse mai più a Chicago e non entrasse più nella vita di Erin. Erin chiede aiuto a Voight stanca dei ricatti di Charlie e il padre adottivo decide di aiutarla. L'intelligence arresta Charlie e al distretto Voight è deciso stavolta a ridurre male Charlie per aver cercato di far finire Erin nei guai ma Erin decide di affrontarlo da sola e se l'uomo non l'avesse capita che doveva lasciarla in pace insieme alla sua amica l'avrebbe lasciato nelle mani di Voight che l'avrebbe ucciso senza tanti problemi. Erin entra in sala interrogatori facendo capire a Charlie che non ha paura di lui, quindi promettendogli un solo anno di galera si fa dare tutte le informazioni sui suoi collaboratori. Voight e la squadra trovano i criminali e li fermano. Adam va da Kim per scusarsi con lei, dato che Voight non ha fatto entrare la ragazza nel team per via dei sentimenti che prova per Adam, ritenendoli inappropriati visto che lui li considera un intralcio, inoltre Adam confessa a Kim che prova qualcosa per lei. I due si baciano e finiscono a letto insieme. Antonio e sua moglie vanno incontro ad alcuni problemi: lei infatti non accetta che suo marito sia tornato al lavoro così presto dopo la riabilitazione. Ciò porta a continue liti, infine Antonio tornando a casa vede che sua moglie e i suoi figli non sono più lì. Voight si reca in una scena del crimine. Stillwell è sul posto e ai loro piedi c'è la vittima di un omicidio: Jin.
- Guest star: Amy Morton (Trudy Platt), Ian Bohen (Edwin Stillwell), Stella Maeve (Nadia) Billy Wirth (Charlie Pugliese), Angela Ingersoll (Annie), Ian Plant (Travis), Matt DeCaro (Ufficiale Delaney), Christian Anthony (Briggs)
- Ascolti USA: telespettatori 6.270.000[16]